# Arapski jezik
Arapski jezik (ISO 639-3: ara) makrojezik (30 jezika), pripada južnom ogranku semitskih jezika pa time i afroazijskoj jezičnoj porodici.
Znanost koja se bavi arapskim jezikom zove se arabistika.

## Općenito
Pojedini arapski jezici i dijalekti se međusobno djelomično toliko razlikuju, da se teško ili gotovo nikako ne razumiju, naročito ako govornici žive u područjima koja su prostorno jako udaljena (n.pr. Maroko - Irak). Alžirski filmovi, koji se, naravno, snimaju na tamošnjem dijalektu, moraju se "titlovati" na književni arapski ako se prikazuju u zemljama perzijskog zaljeva.
U širem smislu, arapski jezik obuhvaća veliki broj različitih govornih oblika koji su se u zadnjih tisuću i pol godina koristili ili se još koriste. Ono što sve te jezične oblike spaja u jedan jezik je prije svega Islam a posebno Kuran. Primjer malteškog jezika najbolje pokazuje kakvu ulogu ima Islam u održavanju zajedništva arapskog. Malteški je jedan od magrebskih dijalekata vrlo srodnog arapskom, ali se daleko od njega odvojio i razvio u samostalan standardni jezik.
Iz staro-arapskog, koji je bio vrlo blizak klasičnom književnom arapskom jeziku, razvio se veliki broj t.zv. novoarapskih dijalekata. Svim govornicima tog jezika osim malteškog je i dalje književni jezik onaj kojim se piše a i krovni jezik.
Postoje različita gledišta o tome može li se taj pisani jezik smatrati modernim standardnim jezikom. Panarapski satelitski odašiljači bi ga mogli takvim napraviti. Često još nedostaje jedinstveni rječnik za mnoge stvari iz suvremenog života, kao i stručni rječnik za mnoga područja suvremene znanosti. Osim toga, unutar pojedinih arapskih država književni jezik je relativno rijetko sredstvo dnevnog sporazumijevanja.

## Arapski u semitskim jezicima
Klasični književni arapski se ne razlikuje bitno od staro-arapskog. Pokuša li se usporedbom semitskih jezika utvrditi korijen neke riječi, često se utvrdi da je potpuno jednak klasičnom arapskom. To pokazuje, da klasični arapski ima centralni položaj unutar semitskih jezika. Veliki broj semitista je dugo smatrao, da se klasični arapski može smatrati najizvornijim od svih semitskih jezika. Tek postepeno, upoređivanjem s drugim afro-azijskim jezicima shvaćeno je, da puno toga ipak nije tako izvorno kako se u početku mislilo. Klasični književni arapski predstavlja svakako noviju razinu semitskih jezika koji je iskoristio velike mogućnosti koje postoje u gramatici semitskih jezika i konzekventno se nadogradio. Zadržao je vrlo bogat semitski rječnik i dalje ga dogradio.
Današnji arapski dijalekti su prošli mnoge promjene koje su drugi semitski jezici prošli puno ranije (prije 2000-3000 godina). Tako je uočljivo, da starohebrejski i moderni arapski dijalekti što se tiče oblikovanja glasova i gramatike imaju jako puno sličnosti. Postoje pretpostavke, da je nomadski život i međusobno preklapanje različitih jezika neprekidno dovodio do sličnog jezičnog razvoja.

## Rasprostranjenost
Varijacije arapskog govori oko 200 do 300 milijuna ljudi. On je službeni jezik (ali ne uvijek i jedini) u sljedećim zemljama: Egipat, Alžir, Bahrain, Džibuti, Eritreja, Irak, Izrael, Jemen, Jordan, Komori, Katar, Kuvajt, Libanon, Libija, Maroko, Mauritanija, Oman, Pojas Gaze i Zapadna obala, Saudijska Arabija, Somalija, Sudan, Sirija, Čad, Tunis, Ujedinjeni Arapski Emirati. Pored toga, on je i jedan od šest službenih jezika Ujedinjenih naroda. U sociolingvistici se arapski jezik klasificira kao policentrični standardni jezik.
U najnovije vrijeme govorni književni jezik ponovo dobiva na značenju. Pri tome veliku ulogu ima, među ostalim, televizijska stanica Al Jazeera u Kataru. U njenim se emisijama vode vrlo žive rasprave sudionika iz svih kutova arapskog svijeta koji se trude govoriti što sličnije književnom jeziku da bi ih razumio što veći broj gledatelja. Preko dominirajuće uloge Egipatske TV i filmske proizvodnje (među ostalim i radi broja stanovnika) smatra se govorni kairski dijalekt arapskog u arapskom svijetu kao opće razumljiv, tako reći kao "zajednički" jezik. Obični se filmovi uglavnom ne snimaju na književnom jeziku. On se koristi pretežno za ozbiljne teme kao što su TV- i radiovijesti, religiozne emisije i Božju službu.

## Povijest
Još u predislamsko vrijeme je na arapskom poluotoku postojao bogati jezik pjesnika, ali je počivao isključivo na usmenoj predaji. Na taj se jezik pjesnika naslanja dijelom i arapski kojim je pisan Kuran ali on već ima neka moderna obilježja, što se može vidjeti na konzonantnim tekstovima. Tek se naknadno, dodavanjem znakova na arapski u Kuranu pojednostavio za Muslimane nearapskog porijekla.
U ranoislamsko vrijeme su mnoge pjesme tog jezika zapisane. Međutim, do danas se učenje tekstova napamet zadržalo kao važan sastavni dio islamske kulture. Postoje mnogi vrlo poštovani ljudi koji znaju napamet čitav Kuran, tzv. hafizi.
Klasični književni arapski je prije svega jezik Kurana, koji se iz centra arapskog poluotoka, zajedno s napredovanjem Islama, širio preko cijelog prednjeg Orijenta. 90-tih godina 7. stoljeća je kalif Abd al-Malik podigao taj oblik arapskog na razinu službenog jezika za poslove upravljanja islamskim carstvom.
Tijekom stoljeća se jezik neprekidno mijenjao što se uglavnom na pismu nije razaznavalo jer se kratki vokali, osim u Kuranu, nisu pisali, a u odnosu na pisani oblik ulagan je trud da se stara pravila ne mijenjaju.
U službenim prigodama se taj jezik koji se inače koristi samo u pisanom obliku, koristi i usmeno, kao i djelomično na TV i radiju. Taj se jezik često smatra modernim književnim jezikom. Od klasičnog književnog arapskog razlikuje se prije svega rječnikom, a ovisno o stupnju obrazovanja dijelom i gramatikom i izgovorom.

## Glasovi
35: tD tD9 dD k g dD9 dZ f sD sD9 zD9 S X RF 9 H m nD lD ? h b a aa: U u: o: I i: j w e: zD r q

## Vanjske poveznice
- ar.wikipedia.org - Wikipedia na arapskom jeziku
- Learn Arabic of the Gulf - Kurs arapskog jezika